# Климат Рязанской области
Кли́мат Ряза́нской о́бласти — умеренно континентальный.

## Солнечное воздействие

### Солнечное сияние
Солнечное сияние — это освещённость земной поверхности прямыми лучами солнца, не закрытого от нас плотными облаками. Рязанская область относится к территории, получающей достаточное количество солнечного света. Наибольший процент солнечного сияния приходится на июль, наименьший — на декабрь. В среднем, на год приходится 1850—1900 часов с солнцем.
В таблице представлены средние многолетние значения продолжительности солнечного сияния над Рязанской областью в часах, днях и процентах по месяцам и за год для самой северной метеостанции в Елатьме, и самой южной — в Павельце. Продолжительность солнечного сияния вычислена путём непосредственного подсчёта за весь период наблюдений.
| Солнечное сияние по месяцам и за год                    | Солнечное сияние по месяцам и за год | Солнечное сияние по месяцам и за год | Солнечное сияние по месяцам и за год | Солнечное сияние по месяцам и за год | Солнечное сияние по месяцам и за год | Солнечное сияние по месяцам и за год | Солнечное сияние по месяцам и за год | Солнечное сияние по месяцам и за год | Солнечное сияние по месяцам и за год | Солнечное сияние по месяцам и за год | Солнечное сияние по месяцам и за год | Солнечное сияние по месяцам и за год | Солнечное сияние по месяцам и за год | Солнечное сияние по месяцам и за год |
| Месяц                                                   | Станция                              | Янв                                  | Фев                                  | Мар                                  | Апр                                  | Май                                  | Июн                                  | Июл                                  | Авг                                  | Сен                                  | Окт                                  | Ноя                                  | Дек                                  | Год                                  |
| Продолжительность сияния, ч                             | Елатьма                              | 46                                   | 81                                   | 130                                  | 204                                  | 262                                  | 296                                  | 283                                  | 240                                  | 166                                  | 87                                   | 41                                   | 23                                   | 1859                                 |
| Продолжительность сияния, ч                             | Павелец                              | 59                                   | 91                                   | 128                                  | 174                                  | 242                                  | 279                                  | 268                                  | 235                                  | 170                                  | 102                                  | 48                                   | 28                                   | 1824                                 |
| Отклонение наблюдаемой продолжительности к возможной, % | Елатьма                              | 19                                   | 30                                   | 36                                   | 48                                   | 53                                   | 57                                   | 55                                   | 52                                   | 43                                   | 27                                   | 16                                   | 10                                   | 41                                   |
| Отклонение наблюдаемой продолжительности к возможной, % | Павелец                              | 24                                   | 33                                   | 35                                   | 41                                   | 49                                   | 55                                   | 52                                   | 51                                   | 44                                   | 31                                   | 19                                   | 12                                   | 41                                   |
| Средняя продолжительность сияния в день, ч              | Елатьма                              | 3,5                                  | 5,1                                  | 5,9                                  | 7,8                                  | 9,0                                  | 10,2                                 | 9,4                                  | 8,3                                  | 6,4                                  | 4,4                                  | 3,7                                  | 2,9                                  | 7,2                                  |
| Средняя продолжительность сияния в день, ч              | Павелец                              | 3,7                                  | 5,7                                  | 6,1                                  | 7,0                                  | 8,3                                  | 9,6                                  | 8,9                                  | 8,1                                  | 6,3                                  | 4,6                                  | 3,7                                  | 3,1                                  | 6,9                                  |
| Число дней без солнца                                   | Елатьма                              | 18                                   | 12                                   | 9                                    | 4                                    | 2                                    | 1                                    | 1                                    | 2                                    | 4                                    | 11                                   | 19                                   | 23                                   | 106                                  |
| Число дней без солнца                                   | Павелец                              | 15                                   | 12                                   | 10                                   | 5                                    | 2                                    | 1                                    | 1                                    | 2                                    | 3                                    | 9                                    | 17                                   | 22                                   | 99                                   |
| ------------------------------------------------------- | ------------------------------------ | ------------------------------------ | ------------------------------------ | ------------------------------------ | ------------------------------------ | ------------------------------------ | ------------------------------------ | ------------------------------------ | ------------------------------------ | ------------------------------------ | ------------------------------------ | ------------------------------------ | ------------------------------------ | ------------------------------------ |

### Солнечная радиация
Географическая широта определяет количество поступающего на земную поверхность тепла и света — солнечную радиацию. Рязанская область в среднем получает 88 ккал радиации, приходящиеся на 1 см² горизонтальной поверхность в год. Этот показатель колеблется от 72 ккал на севере области, до 95 на юге. 62 % падающей на земную поверхность радиации поглощается, 38 % — отражаются в атмосферу.

### Продолжительность светового дня
| Истинное время восхода и захода солнца и долгота дня | Истинное время восхода и захода солнца и долгота дня | Истинное время восхода и захода солнца и долгота дня | Истинное время восхода и захода солнца и долгота дня | Истинное время восхода и захода солнца и долгота дня | Истинное время восхода и захода солнца и долгота дня | Истинное время восхода и захода солнца и долгота дня | Истинное время восхода и захода солнца и долгота дня | Истинное время восхода и захода солнца и долгота дня | Истинное время восхода и захода солнца и долгота дня | Истинное время восхода и захода солнца и долгота дня | Истинное время восхода и захода солнца и долгота дня | Истинное время восхода и захода солнца и долгота дня |
| Месяц                                                | Янв                                                  | Фев                                                  | Мар                                                  | Апр                                                  | Май                                                  | Июн                                                  | Июл                                                  | Авг                                                  | Сен                                                  | Окт                                                  | Ноя                                                  | Дек                                                  |
| Восход                                               | 8:02                                                 | 7:08                                                 | 6:08                                                 | 5:01                                                 | 4:03                                                 | 3:28                                                 | 3:42                                                 | 4:32                                                 | 5:37                                                 | 6:41                                                 | 7:42                                                 | 8:16                                                 |
| Заход                                                | 15:58                                                | 16:52                                                | 17:52                                                | 18:59                                                | 19:57                                                | 20:32                                                | 20:18                                                | 19:28                                                | 18:23                                                | 17:19                                                | 16:18                                                | 15:44                                                |
| Долгота дня                                          | 7:56                                                 | 9:44                                                 | 11:14                                                | 13:58                                                | 15:54                                                | 17:04                                                | 16:24                                                | 15:04                                                | 13:14                                                | 11:22                                                | 9:24                                                 | 7:28                                                 |
| ---------------------------------------------------- | ---------------------------------------------------- | ---------------------------------------------------- | ---------------------------------------------------- | ---------------------------------------------------- | ---------------------------------------------------- | ---------------------------------------------------- | ---------------------------------------------------- | ---------------------------------------------------- | ---------------------------------------------------- | ---------------------------------------------------- | ---------------------------------------------------- | ---------------------------------------------------- |

В таблице указано истинное время восхода и захода солнца, рассчитанные для метеостанции Павелец на 15 число каждого месяца. За время истинного восхода и захода солнца принимается появление (исчезновение) верхнего края солнечного диска за линией горизонта, при этом не берётся в расчёт сумеречное сияние (отражённые от атмосферы солнечные лучи).
Действительное (наблюдаемое человеком) время появления или исчезновения солнца зависит от профиля линии горизонта и рельефа определённой местности. Так например, в Мещёрской низменности, из-за обилия лесов наблюдаемое долгота дня может быть немного меньше, в то время как в лесостепной зоне области и на возвышенностях — больше.

## Температура

### Температура воздуха
Основными элементами, характеризующими климат являются температура и осадки. Среднегодовая температура на территории области колеблется от +3,9 °С (на севере, в Елатьме) до +4,6 °С (на юге, в Ряжске). Среднемесячная температура января −11,5 °С (на юго-востоке) и −10,5 °С (на юго-западе). Абсолютный минимум −45 °С был зарегистрирован в 1940 году в рабочем посёлке Тума. Среднемесячная температура июля +18,8 °С (на севере), +20 °С (на юге). Максимальная температура составила +41,1 °С в городе Сасово 3 августа 2010 года. Сасово таким образом, можно назвать наиболее тёплым городом региона, а посёлок Тума — наиболее холодным.
Период активной вегетации растений возрастает с севера на юг от 144 до 152 дней, средняя продолжительность безморозного периода: 130—149 дней, продолжительность отопительного сезона около 212 суток. В области часты ранние весенние и поздние осенние заморозки. В последние десятилетия наблюдается тенденция увеличения температуры в январе и апреле.

### Температура воды
Температура воды летом в реках Рязанской области +18 +20°С. Она увеличивается от севера к югу на 1-3 градуса. Средняя температура воды в озёрах и прудах несколько выше, чем в реках.
| Температура воды в Оке у Рязани | Температура воды в Оке у Рязани | Температура воды в Оке у Рязани | Температура воды в Оке у Рязани | Температура воды в Оке у Рязани | Температура воды в Оке у Рязани | Температура воды в Оке у Рязани | Температура воды в Оке у Рязани | Температура воды в Оке у Рязани | Температура воды в Оке у Рязани | Температура воды в Оке у Рязани | Температура воды в Оке у Рязани | Температура воды в Оке у Рязани | Температура воды в Оке у Рязани | Температура воды в Оке у Рязани |
| Месяц                           | Янв                             | Фев                             | Мар                             | Апр                             | Май                             | Июн                             | Июл                             | Авг                             | Сен                             | Окт                             | Ноя                             | Дек                             | Год                             |                                 |
| Месяц                           | -1                              | -1                              | 2                               | 5                               | 14                              | 19                              | 20                              | 18                              | 13                              | 6                               | 2                               | -1                              | 8.2                             |                                 |
| ------------------------------- | ------------------------------- | ------------------------------- | ------------------------------- | ------------------------------- | ------------------------------- | ------------------------------- | ------------------------------- | ------------------------------- | ------------------------------- | ------------------------------- | ------------------------------- | ------------------------------- | ------------------------------- | ------------------------------- |

Замерзание воды происходит в конце ноября начале декабря, когда среднесуточная температура опускается ниже нуля. Устойчивый ледовый покров на реках, пригодный для сооружения ледовых переправ и зимних дорог обычно формируется к началу января, однако в тёплые зимы он может сформироваться только к середине февраля, или не установиться совсем. Среднее количество дней с устойчивым ледоставом — 110 дней.
Открытие воды начинается в первой половине апреля, однако оно может произойти и в последние недели марта. Официальный купальный сезон в области начинается с первой недели июня.
Коэффициент вариации гидрометеорологических характеристик для некоторых рек Рязанской области, измеренный согласно данным двух метеопостов — Елатьма для северных рек, Павелец — для южных.
| Модуль стока | 19,7 %        | 20,3 %        | 44,0 %        | 43,5 %           | 39 %             | 29,5 %           |
| Бассейны     | Южный бассейн | Южный бассейн | Южный бассейн | Северный бассейн | Северный бассейн | Северный бассейн |
| Осадки       | 16,67 %       | 16,67 %       | 16,67 %       | 16,61 %          | 16,61 %          | 16,61 %          |

## Осадки и облачность

### Осадки
Распределение осадков по области в течение года неравномерно. За тёплый период, на большей части территории области выпадает 70 % годового количества осадков, на юге и юго-западе этот показатель может быть ещё больше.
Повышенной величиной атмосферной влаги отличаются Касимов, Тума и Спас-Клепики с окружающими их районами. Наименьшее количество осадков выпадает в Сасовском и Сараевском районах.
Максимум осадков приходится на июль, минимальное их количество бывает в марте-апреле. В начале и вплоть до середины лета часты грозовые ливни по вечерам, август же обычно сухой и жаркий. Число дней со снежным покровом колеблется от 136 на юге до 140—145 на севере и северо-востоке. Толщина снега на севере достигает отметки в 35-50 см, на юге почти в два раза ниже — 27-31 см. С декабря по февраль часты метели.

## Атмосферные и погодные явления

### Опасные атмосферные явления
Для Рязанской области характерны наиболее опасные природные явления: весенние паводки, торфяные пожары и сильные ветра.
Крупные весенние паводки происходят на территории области ежегодно. Это связано с тем, что Ока имеет обширные затопляемые поймы и старицы, простирающиеся на десятки километров. Ежегодно многие сёла полностью отрезаются талой водой, в них создаются сезонные штабы МЧС. При неблагоприятном протекании половодья возможны обширные подтопления на территории 9 районов области, с общем количеством населения до 6 тысяч человек, включая и Рязань.
Засухи на территории региона происходят периодически раз в десять лет, чрезвычайно сухие года — раз в 30 лет. Так например в  1932, 1972, 1985 и 2010 годах устанавливалась чрезвычайно сухая погода, которая в свою очередь стала причиной образованием торфяных пожаров, превратившихся в огненные штормы. В 1936 году в результате таких штормов был уничтожен посёлок Курша-2, в 2010 году — Криуша, Передельцы и ряд сёл. При неблагоприятном протекании летнего пожароопасного периода наиболее опасными в пожарном отношении являются леса 11 северных и центральных районов области, включая Рязань.
Поскольку Рязанская область находится на пересечении воздушных масс для территории региона характерны частые грозы. Грозовые ливни могут идти ежедневно во второй половине дня (например, в 1989, 1998—2002). Сталкивание тёплых и холодных фронтов воздуха нередко приводит к сильным порывистым ветрам, которые могут превратиться в ураганы. Наибольшее их количество было зарегистрировано на рубеже 1990—2000 годов. Так называемые сухие грозы также довольно характерное для этой местности явление.

## Агроклиматические условия
Рязанская область разделена на 4 агроклиматических района, каждый со своими условиями ведения сельского хозяйства:
1. Северный агроклиматический район
Располагается в лесной зоне на севере области. Его поля почти везде окружены лесной территорией. Температура воздуха в вегетационный период ниже, чем в других районах области, на таких же высотах.
- Вегетационный период: 215—220 дней
- Средняя продолжительность безморозного периода: 130—135 дней
- Сумма среднесуточных температур за период активной вегетации — 2150—2200 °С.
- Среднее количество осадков: 550—600 мм.

Температура района благоприятна для выращивания озимых и яровых культур, картофеля, льна и большинства овощных культур. Увлажнение достаточное, перезимовка озимых культур благополучна.
2. Центральный агроклиматический район
Район занимает центральную часть области с отрезком на юг в районе Михайлова, Старожилова, Скопина и Чернавы и Милославского. Район является переходной зоной от леса к степи.
- Вегетационный период: 220—230 дней
- Средняя продолжительность безморозного периода: 140—145 дней
- Сумма среднесуточных температур за период активной вегетации — 2200—2300 °С.
- Среднее количество осадков: 450—550 мм.

Температурный режим благоприятен для возделывания теплолюбивых культур. Условия перезимовки озимых культур благоприятны, однако процент гибели посевов от вымерзания больше, чем в первом районе из-за меньшей высоты снежного покрова и большей открытости полей для зимних ветров. Несмотря на масштабное половодье, запас влаги в пахотном слое почв к июню-июлю становится не всегда достаточным. В отдельные годы отмечается случаи слабого увлажнения почвы ко времени сева озимых и яровых культур.
3. Южный агроклиматический район
Занимает южную и юго-восточную часть области, являясь лесостепной зоной. Лето здесь сухое и тёплое, температура зимой также выше, чем в двух северным и центральном районах.
- Вегетационный период: 230—245 дней
- Средняя продолжительность безморозного периода: 150—155 дней
- Сумма среднесуточных температур за период активной вегетации — 2300—2350 °С.
- Среднее количество осадков: 400—450 мм.

Район характеризуется пониженным количеством осадков. Довольно часто наблюдается недостаток влаги в почве в летние месяцы, в связи с чем особое значение здесь принимает мероприятия по снегозадержанию и дополнительному увлажнению почв
4. Западный агроклиматический район
Расположен на юго-западе Рязанской области, на восточном склоне Среднерусской возвышенности. Климатические условия схожи с условиями первых двух районов. На возвышенных местах температурный режим ближе к северному району, в долинах и понижениях — к центральному.
- Вегетационный период: 230—250 дней
- Средняя продолжительность безморозного периода: 144—150 дней
- Сумма среднесуточных температур за период активной вегетации — 2510—2300 °С.
- Среднее количество осадков: 400—450 мм.

В понижениях рельефа осуществляется овощеводство, на склонах и возвышенностях разводят сады.

## Многолетние изменения климата

### Древний климат
Древний климат территории, которую сегодня занимает Рязанская область подвергался частым и резким изменениям.
Ледниковые периоды последовательно сменявшие друг друга, постепенно формировали облик территории, закрывая на долгое время почву ледовой коркой высотой в 2,5 — 3 километра.
В плейстоцене (около 2,5 милн — 11,5 тыс. лет назад) Восточно-Европейская равнина подвергалась резким потеплением и похолоданиям, сопровождавшимся оледенениями. В наступившем затем голоцене, являющимся современным геологическим отделом четвертичного периода климат и ландшафты Русской равнины начали приобретать современные черты.

### Средневековый климат
Согласно летописным данным, выделяются несколько климатических эпох, существенно отличающихся друг от друга. В XI-XII веках, во время образования и становления Рязанского княжества нормы увлажнения были значительно выше современных, зимы снежнее и морознее, лето — прохладнее. В XIII веке зимы становятся ещё более холодными, а лето значительно теплеет. В это время начинается расцвет сельского хозяйства.
В XIV-XVI веках среднегодовая температура вновь опускается, лето вновь становится прохладным. Весь XVII, XVIII и первую половину XIX века историки называют «малым ледниковым периодом». В это время на всей территории Европы и России отмечался значительный рост увлажнения, уменьшение годовой амплитуды температур при общем снижении температуры тёплого периода.
Начиная со второй половины XIX века происходит увеличение летних температур, рост годовой температурной амплитуды и удлинение вегетационного периода.

### Наблюдаемый период

#### Общая характеристика
Наблюдаемый период на территории Рязанской области начался с 1883 года. За данный период произошло увеличение глобальной среднегодовой температуры на 10 °С, при этом можно выделить несколько периодов изменения климата Северного полушария (так называемые периоды Будыко):
- Преимущественное потепление (до середины 40-х гг. XX в.)
- Относительное похолодание, сопровождавшееся ростом увлажнения зимой (до конца 60-х гг.)
- Новая фаза потепления (с начала 70-х гг. по настоящее время)

Предполагаемыми естественными причинами подобных изменений учёные считают увлечение количества солнечной радиации, приходящейся на верхнюю границу атмосферы, колебания радиации из-за изменения астрономических параметров земной орбиты, или сокращение толщины озонового слоя в результате крупных вулканических извержений XX века. Предполагаемыми антропогенными причинами можно назвать увеличение концентрации углекислого газа и других малых примесей в атмосфере, а также рост производства энергии, который приводит к дополнительному нагреванию атмосферного воздуха.
Уже во второй половине XX века стало очевидно, что общая климатическая ситуация меняется гораздо быстрее, чем в прежние времена — как в среднем по миру, так и внутри отдельных регионов и стран, а 1990-е годы были признаны самыми тёплыми за последние 1000 лет.

#### Климатические рекорды
- Наиболее холодные года: 1907, 1908, 1942, 1945, 1956, 1969 (все — за счёт одновременно зимних и летних сезонов); а также 1976 (холодное лето) и 1987 (суровая зима)
- Аномально тёплое лето (с температурой свыше 30 С): 1903 (сухое лето), 1906 (тёплая зима с высокой повторяемостью циклонов), 1932 и 1936—1938 (очень сухие годы, к тому же с мягкими зимами), 1975 и 1981 (мягкая зима и тёплое сухое лето), 1989—1991, 1995, 1999—2002, 2010 (все как за счёт мягкой зимы, так в большинстве случаев высокой температуры в летние месяцы)
- Годы, с избыточными осадками (свыше 750 мм): 1912, 1952, 1993 (за счёт влажного лета), 1962, 1980, 1990 (положительные аномалии и зимних, и летних осадков)
- Экстремально сухие года (менее 470 мм/год): 1890—1892, 1932, 1936—1940 (сухие летние периоды), 1942—1944 (бесснежные зимы), 1946, 1948, 1954, 1957, 1961 (сухие летние месяцы), 1972 (сухая морозная зима и жаркое бездождное лето), 1975 (за счёт сухого лета) 1988 и 1991 (за счёт зимних месяцев), 2010 год.
- Максимум солнечной радиации наблюдался в конце 30-х годов за счёт устойчивой антициклональной погоды, формировавшейся в северном полушарии.

#### Изменения температурного режима
Изменение температурного режима в Рязанской области в целом совпадает с общемировой тенденцией. С конца XIX по начало XXI века среднегодовая температура не оставалась постоянной, а постоянно менялась, без чёткой закономерности. К 2003 году по сравнению с 1886 годом произошло повышение среднегодовой температуры более чем на 10 °C.
- С конца XIX века началось повышение температуры, которое продолжалось до середины 20-х годов и составило около 0,450 °C
- Затем произошло некоторое снижение температуры, длившееся примерно до середины 60-х годов. Оно составило 0,30 °C.
- С конца 60-х годов температура снова начала увеличиваться. Этот процесс продолжается до сих пор.

Наиболее интенсивное повышение температуры наблюдается в последнее время, причём рост происходит за счёт увеличения зимних температур (+5 °С) и некоторого снижения летних (до конца XX века). С начала XXI века наблюдается рост летних температур (+ 2 °С).
С ростом температур увеличилась и продолжительность вегетационного периода на 5 — 10 дней. Урожайность последних 20 лет увеличилась на 30 % по сравнению с аналогичным по продолжительности периодом в середине XIX века. Обеспеченность урожаев, превышающих 2 т/га, повысилась при этом более чем в пять раз.

#### Изменения осадков
На протяжении XX века в Рязанской области также наблюдается рост количества осадков. По сравнению с 1886 годом по современный период увлажнение возросло более чем на 100 мм. При этом усилилась роль Среднерусской возвышенности как барьера на пути прохождения воздушных масс. Кроме характерного для умеренно континентального климата максимума осадков в мае — июне, появилось ещё два слабо выраженных максимума в январе — феврале и начале осени.
- За период с 1886 по 1946 гг. тренд осадков был отрицательным и составил в среднем 16,7 мм/10 лет,
- С 1947 по 1968 гг. — положительным: количество осадков увеличивалось в этот период на 22,7 мм/10 лет.
- В течение 1969—2003 гг. тренд также был положительным: 32,4 мм/10 лет.

Максимальное количество осадков за этот период выпало в 1990 году и составило 885 мм, а минимальное — в 1937 году: 356,1 мм. По сравнению с 1965 годом увеличился коэффициент увлажнения.

### Прогнозы изменения климата
При сохранении существующих тенденций в климате, через несколько десятилетий следует ожидать значимых изменений в природной среде как в европейской части России в целом, так и на территории области. В частности, на протяжении XXI века прогнозируются следующие изменения:
- Ожидается увеличение осадков до 20 — 30 % как зимой, так и летом. Температура зимнего периода будет расти быстрей, чем температура воздуха в тёплый период года.
- В результате повышения осадков увеличится сток рек и заболачивание отдельных территорий.
- Короткий весенний период (44 дня) может сократиться ещё больше. В результате быстрого повышения температуры снег будет таять активнее, что спровоцирует более высокое половодье и как следствие — большие подтопления в паводковых зонах. Наибольшему риску подтопления подвержены практически все населённые пункты, расположенные на Оке.
- Значительно сократится зона тайги и мещёрских хвойных лесов. В результате крупных пожаров последних лет, произошедших из-за аномально сухой погоды, на горельниках хвойных лесов уже сейчас вырастает лиственный полесок, который постепенно может вытеснить хвойные породы далеко на север. В то-же время, пояс широколиственных лесов, занимающий в настоящий момент сравнительно небольшую площадь может образовать сплошную зону добово-липовых лесов, растянувшуюся в масштабах России от западной границы страны до Тихого океана. Возможно, что в недалёком будущем на территории Рязанской области будут преобладать широколиственные леса со значительным участием мелколиственных пород.
- Степная и лесостепная зона также расширится и продвинется дальше на север. Исходя из того, что в почве Мещеры преобладает большое количество песка, оставшегося от древнего внутреннего моря — есть большой риск опустынивания целых районов области. Наиболее большому риску наступления песков подвержены Рязанский, Клепиковский, Спасский и Шиловский районы.
- Урожайность, особенно в южный районах области повысится ещё больше.

## Метеостанции Рязанской области
На территории Рязанской области расположено 33 поста по наблюдения за состоянием окружающей среды. Среди них
14 метеорологических постов и пунктов, 2 аэрологических станции, 15 гидрологических постов. В Рязани также находятся 4 стационарных поста и несколько мобильных постов наблюдения за загрязнением атмосферного воздуха.
Старейшими стационарными постами на территории региона является Елатомский и Рязанский, приступившие к работе во второй половине XIX века.